# مينغ فان إيكين
مينغ جيراردي فان إيكين (من مواليد 3 أبريل 2008) هي لاعبة جمباز فني فرنسية، هي صاحبة الميدالية البرونزية في بطولة العالم للجمباز الفني للناشئين 2023 وبطولة أوروبا للجمباز الفني للسيدات 2024 في منصة القفز، ومثلت فرنسا في دورة الألعاب الأولمبية الصيفية 2024.